# NGC 2581
NGC 2581 è una galassia a spirale barrata situata nella costellazione del Cancro, a una distanza di circa 296 milioni di anni luce dalla nostra Via Lattea.

## Scoperta
La galassia è stata scoperta il 7 maggio 1885 dall'astronomo francese Édouard Stephan.

## Descrizione
NGC 2581 presenta una larga riga a 21 cm dell'idrogeno neutro.